# Simon II. (Saarbrücken)
Simon II. von Saarbrücken († nach 1207) war 1183–1207 Graf von Saarbrücken.

## Leben
Simon war ein Sohn des Grafen Simon I. von Saarbrücken und seiner Frau Mechtild (von Sponheim ?). Nach dem Tode seines Vaters wurde der Besitz geteilt. Simon folgte als Graf von Saarbrücken, sein jüngerer Bruder Heinrich begründete die Grafschaft Zweibrücken.
Nach seinem Tod folgt ihm sein Sohn Simon als Graf von Saarbrücken. Der jüngere Sohn Friedrich erbte nach dem Aussterben der Grafen von Leiningen, um 1220, deren Besitz und begründete die jüngere Linie der Grafen von Leiningen. Der Sohn Heinrich und der Enkel Raugraf Emich amtierten als Bischöfe von Worms.

## Familie
Simon war verheiratet mit Liutgard von Leiningen († nach 1239) Tochter von Emich III., Graf von Leiningen. Ihre Nachkommen waren:
- Simon III., Graf von Saarbrücken († 1235/40) ⚭ Laurette von Lothringen, Tochter von Friedrich II., Herzog von Lothringen
- Friedrich († 1237), Graf von Leiningen ⚭ Agnes von Eberstein, Tochter von Eberhard Graf von Eberstein
- Heinrich († 1234), Bischof von Worms
- Stephan († 1264), Archidiakon in Worms
- Gisela († nach 1265) ⚭ Konrad II. Wildgraf von Dhaun
- Agnes (* 1245 in Saarbrücken; † nach 1261) ⚭ Heinrich I. Raugraf von Neuenbaumburg († 1261)